# Springville (Alabama)
 Springville, Alabama és una població dels Estats Units a l'estat d'Alabama. Segons el cens del 2000 tenia 2.521 habitants.

## Demografia
Segons el cens del 2000, Springville tenia 2.521 habitants, 990 habitatges, i 767 famílies La densitat de població era de 152,1 habitants/km².
Dels 990 habitatges en un 34,4% hi vivien nens de menys de 18 anys, en un 62,8% hi vivien parelles casades, en un 11,5% dones solteres, i en un 22,5% no eren unitats familiars. En el 20,5% dels habitatges hi vivien persones soles el 8,3% de les quals corresponia a persones de 65 anys o més que vivien soles. El nombre mitjà de persones vivint en cada habitatge era de 2,55 i el nombre mitjà de persones que vivien en cada família era de 2,93.
Per edats la població es repartia de la següent manera: un 24,9% tenia menys de 18 anys, un 6,9% entre 18 i 24, un 30,1% entre 25 i 44, un 26,2% de 45 a 60 i un 11,9% 65 anys o més.
L'edat mediana era de 38 anys. Per cada 100 dones hi havia 97,4 homes. Per cada 100 dones de 18 o més anys hi havia 88,5 homes.
La renda mediana per habitatge era de 43.397 $ i la renda mediana per família de 53.859 $. Els homes tenien una renda mediana de 35.977 $ mentre que les dones 25.542 $. La renda per capita de la població era de 20.518 $. Aproximadament el 8% de les famílies i el 10,8% de la població estaven per davall del llindar de pobresa.

## Poblacions més properes
El següent diagrama mostra les poblacions més properes.